# 透视校正

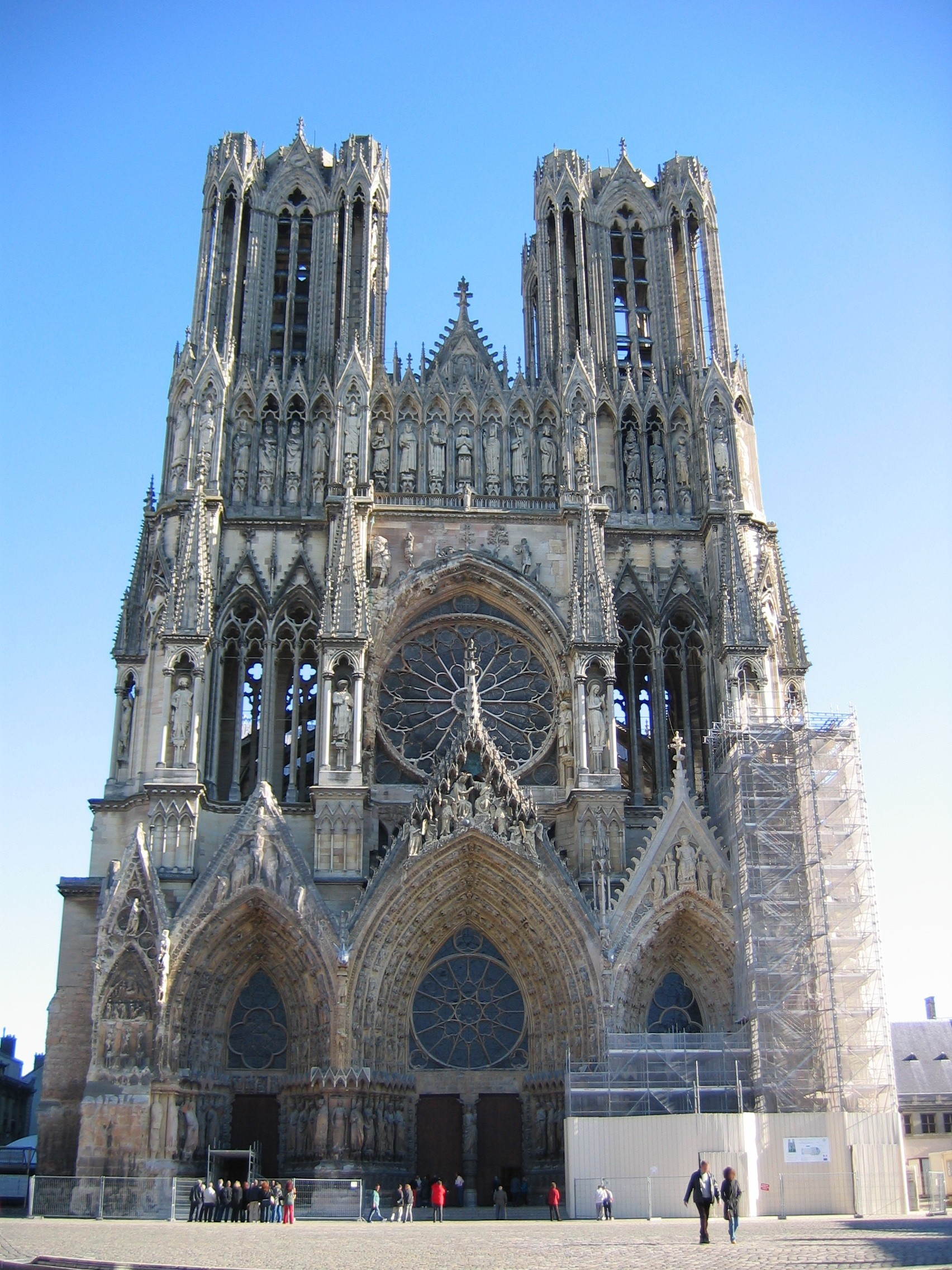
带有透视失真的兰斯主教座堂照片

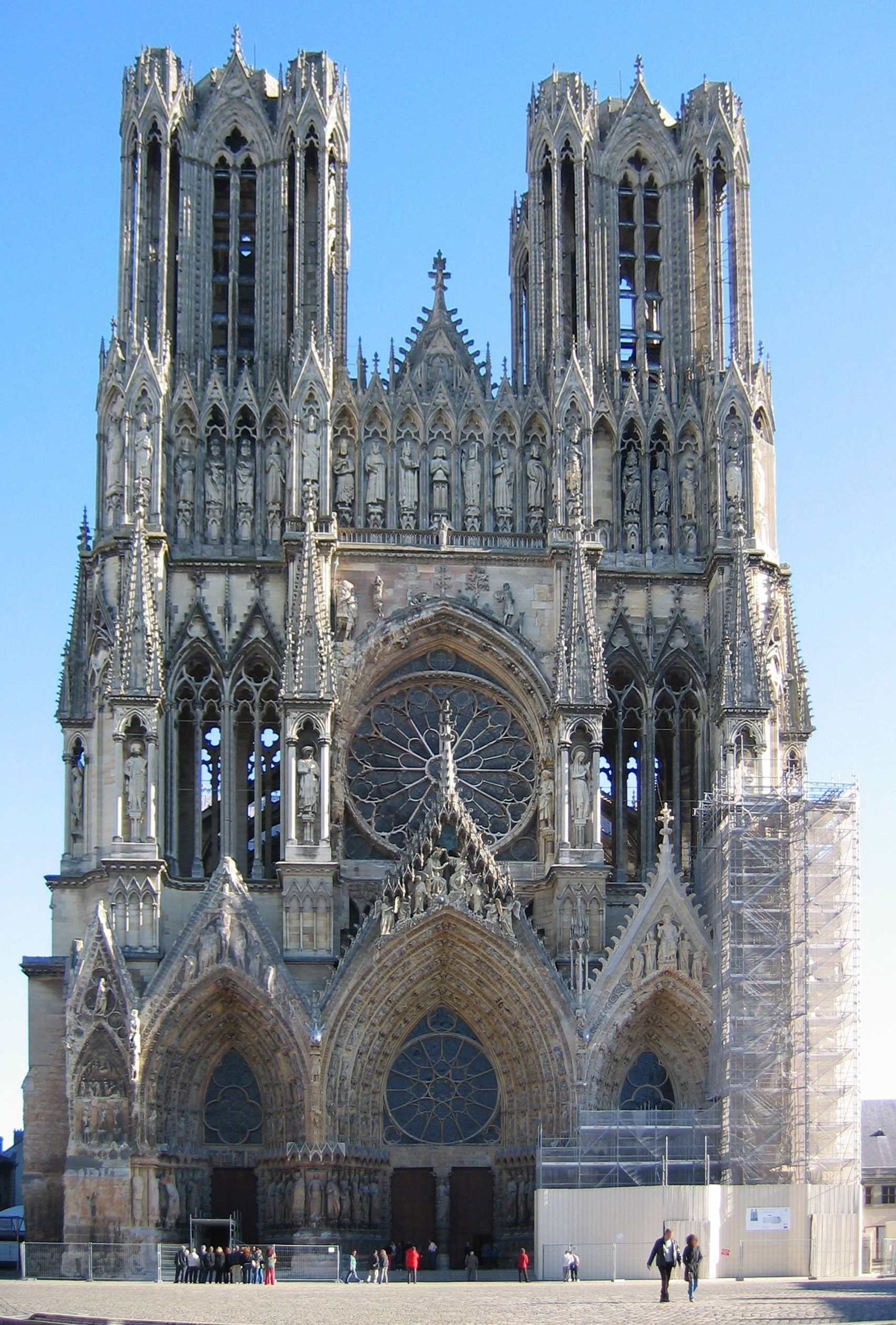
经过校正后的图像

透视校正（透视控制）是对照片进行合成或者编辑，以得到符合大众对于透视失真理解的结果的过程。这个校正过程包括：
- 使所有现实中的竖直线在图像中都显示为竖直方向。这些竖直线包括立柱、墙面的竖直边、灯柱等。需要注意的是这就是人们普遍接受的对于透视结果的理解；这样的透视结果的依据就是越远的物体在图像中就越小。由于竖直方向距离的存在，建築物顶端要比基座离地面观察者的距离要远，但是，通常建立透视过程只考虑水平方向的距离，而不考虑竖直方向的距离，即认为建築物顶端与基座的距离是一样远的。
- 如方形房间中，四条水平边这样的所有平行线交于一点。

如果期望平行的物体直线与胶片平面不平行的话就会在照片中出现透视投影失真。一种常见的情形就是当我们从地面上拍摄一个较高的建筑物的时候，通常将照相机向后倾斜，这样建筑物看起来就会较远。
由于业余摄影的流行，用低档照相机拍摄的带有透视失真的照片已经很普遍，许多人可能不会马上就意识到存在透视失真现象。需要记住的是“失真”只是一个与 constructed 透视结果相对的概念，即在 constructed 图像中竖直线并不会交叉；而 constructed 透视实际上却并不是真实的投影表现形式，实际上竖直线在观察者的地平线以上或者以下随着相对于观察者越来越远就会逐渐汇聚到一点。

## 暗室中进行透视校正
过去，摄影师在暗房處理時，将胶片与相纸成一定角度放置进行透视校正。

## 数字后处理中的透视校正
数字后处理应用提供了相对简单的处理方法。比如Adobe Photoshop就带有几种“变换”的方法；GIMP的透视变换也可以。安卓上Microsoft_365则可以在拍照后立刻通过手指拖动来进行透视校正。

## 曝光时的透视校正

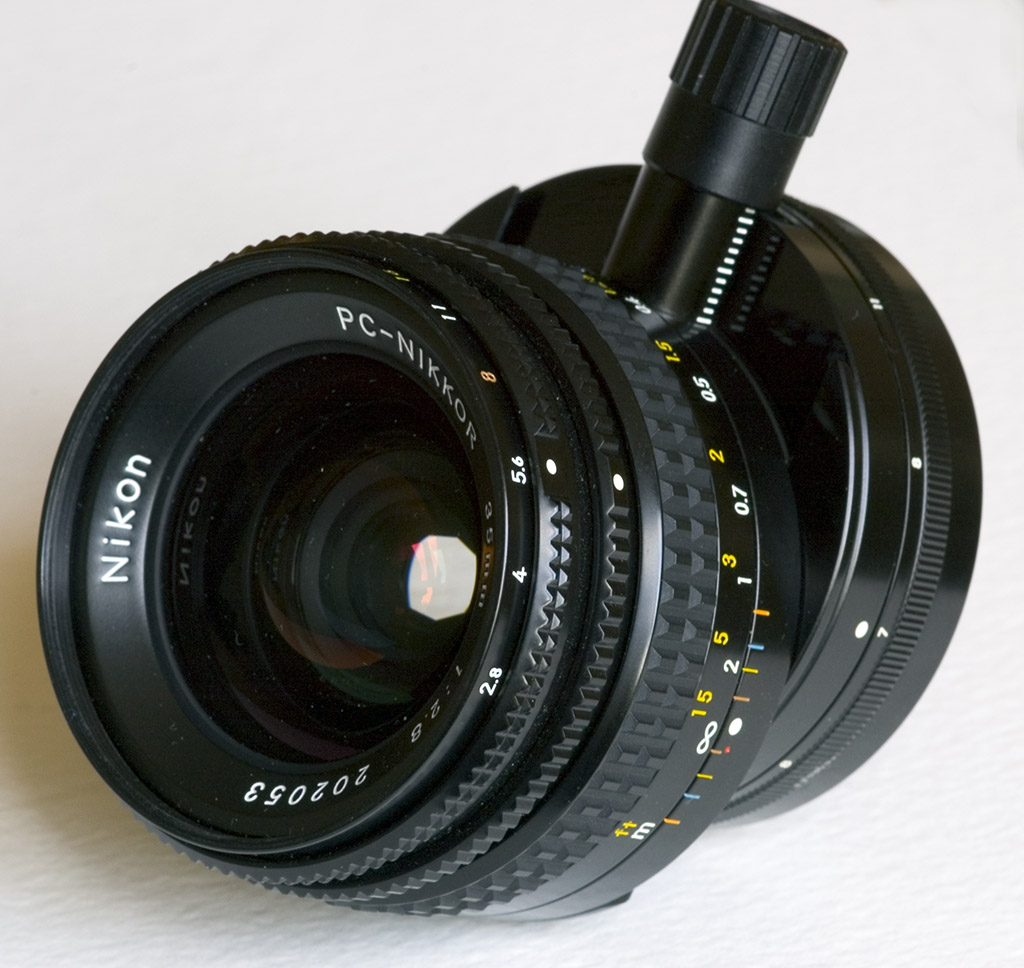
尼康公司制造的用于35毫米胶片单反相机的 PC-Nikkor 透视校正镜头

在透视校正比较重要的专业照相机中，通过提高镜头相对于胶片的平行度从而在曝光时进行透视校正。
许多 4x5 或者更大的大画幅相机都有这个特性，通过活动的折棚架（蛇腹）、活动的前端镜头部分以及后端的胶片架部分组成相机从而控制焦点平面。这样大画幅相机或者field camera上使用的任意焦距的镜头以及许多记者相机都可以用于透视校正。
许多可换镜头的中画幅、35毫米胶片单反相机以及数码单反相机都有倾斜或者可移位的透视校正镜头（又稱移軸鏡頭），它们可以在特定的焦距上进行透视校正以及焦点平面控制。

## 虚拟环境中的透视校正
在建筑领域经常将三维计算机模型进行渲染用于宣传，通常带有能够调整透视校正或者透视失真大小的虚拟相机。